# Latavio
Latavio, или Latvian Airlines (латыш. Latvijas aviolīnijas) — латвийская авиакомпания, осуществлявшая пассажирские и грузовые перевозки с 1991 по 1995 год. Базировалась в рижском аэропорту. Лётный парк состоял из самолётов советского производства.

## История
После войны гражданские авиаперевозки на территории Латвийской ССР находились в ведении Латвийской отдельной авиагруппы (с 1966 года — Латвийского управления гражданской авиации) Аэрофлота. Центральным гражданским аэродромом Латвии был аэропорт Спилве. В 1957 году в Спилве был сформирован 106-й авиаотряд. В 1962 году для использования новых турбовинтовых самолётов Ил-18 была создана 62-я авиаэскадрилья. Из-за недостаточной длины полосы в Спилве местом базирования 62 АЭ стал аэродром в Румбуле. В том же году на основе рижских и нескольких местных латвийских эскадрилий был создан Рижский объединённый авиаотряд. В 1968 году в его составе для эксплуатации реактивных самолётов Ту-134 и Ту-154 был создан 280-й лётный отряд, который также базировался в Румбуле. В 1974 году открылся новый рижский аэропорт в Скулте, после чего туда были переведены все самолёты из Румбулы. В том же году был создан 2-й Рижский ОАО, местом базирования которого продолжал оставаться аэропорт Спилве, и в ведении которого находились местные авиаперевозки и сельскохозяйственные работы. В 1986 году 2-й авиаотряд был расформирован в связи с закрытием Спилве для гражданских рейсов.
После распада СССР правительство Латвийской Республики в 1991 году создало на базе Латвийского УГА государственную авиакомпанию, получившую название «Latvijas aviolīnijas» («Латвийские авиалинии»), сокращённо Latavio. Главный офис предприятия располагался в Риге по адресу Бривибас, 54. Возглавлял компанию Янис Диневичс (с 1993 по 1995 годы), по состоянию на 1995 год в ней работало 550 человек. Рейсы из Риги выполнялись в 13 городов Европы и стран бывшего СССР.
Несмотря на открывшиеся международные направления, пассажиропоток по сравнению с советским периодом сильно упал и уже к 1994 году компания накопила большие долги. Её главный кредитор, банк «Балтия», направил в Латвийское агентство приватизации предложение о приватизации авиаперевозчика. Правительство разработало предложение, согласно которому за Latavio должны были остаться только грузовые перевозки, а пассажирские следовало передать новому национальному перевозчику, сформированному совместно с SAS. Руководство Latavio такой план не устроил, рядовые сотрудники, посчитавшие, что решение приведёт к потере рабочих мест, вышли на забастовку. В конечном итоге правительство посчитало, что спасение неэффективного, доставшегося в наследие от СССР предприятия будет нецелесообразным, поэтому его решением стал отказ от приватизации и ликвидация компании. В октябре 1995 года компания была признана неплатёжеспособной и прекратила операционную деятельность, все направления были переданы созданной в августе того же года авиакомпании AirBaltic. Окончательная юридическая ликвидация предприятия состоялась в 2001 году.

## Флот

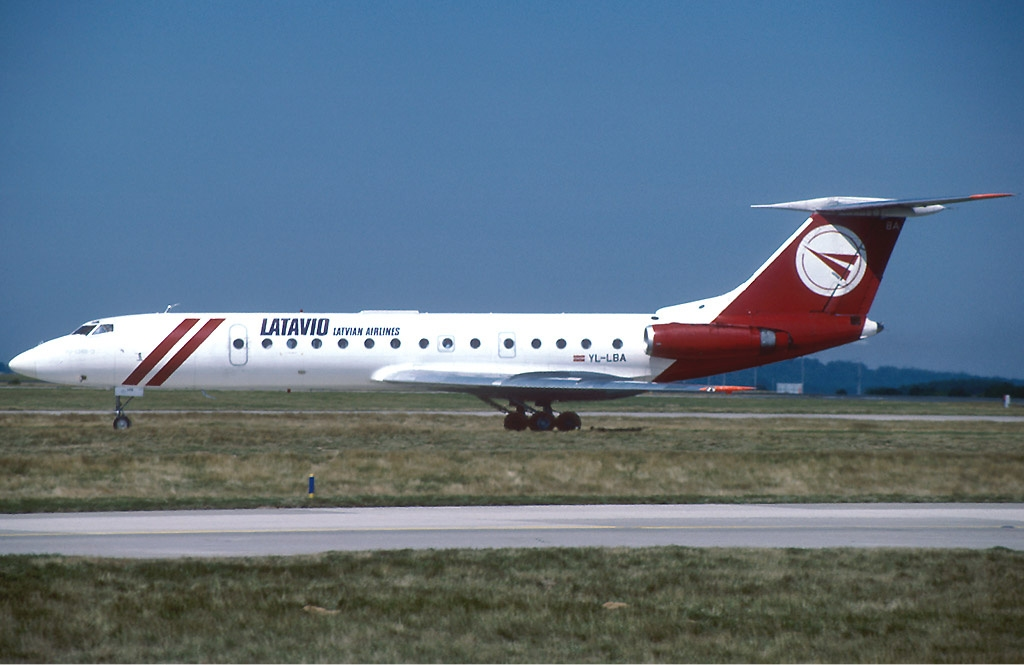
Ту-134Б-3 компании Latavio

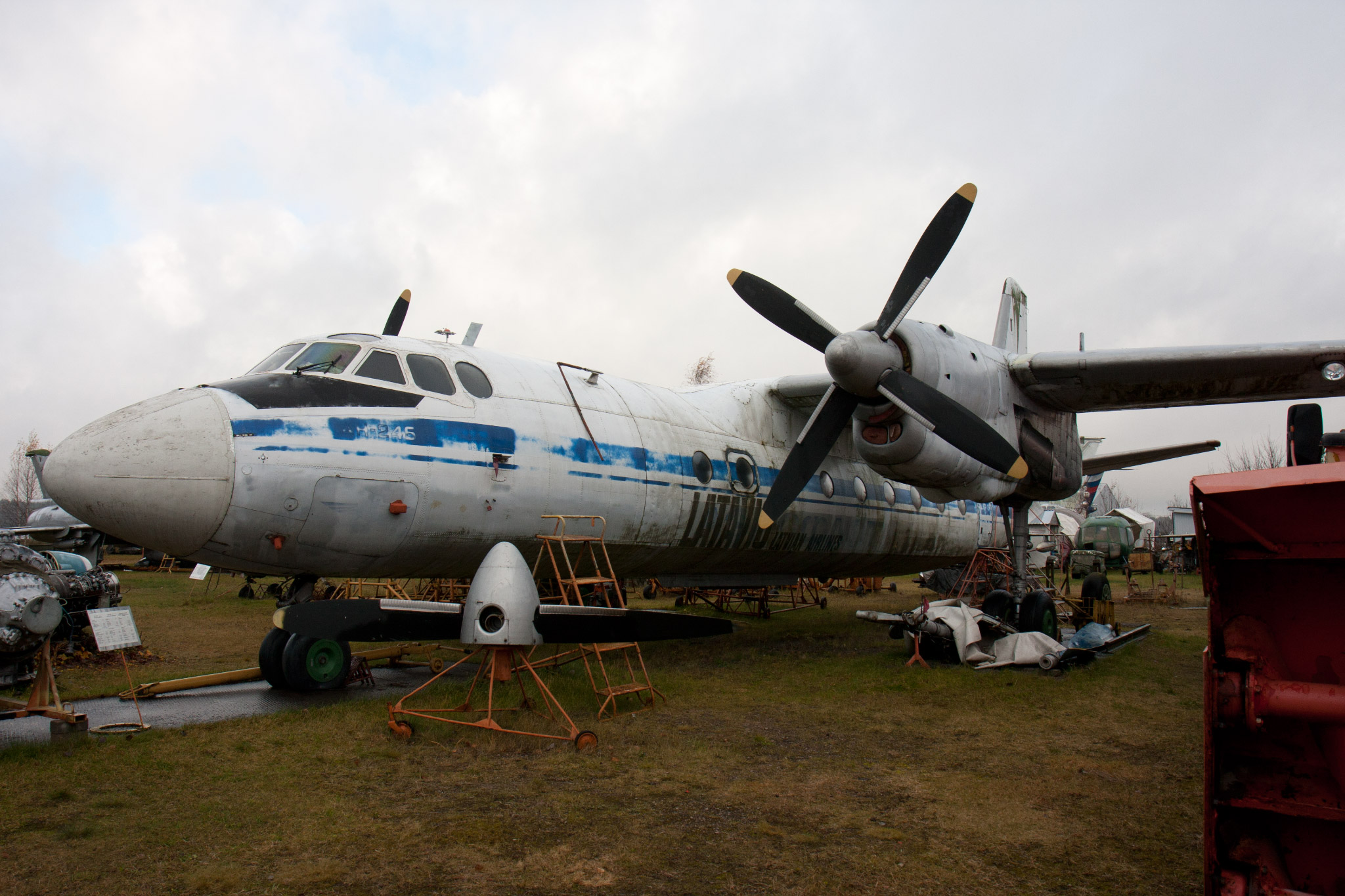
Ан-24Б в Рижском музее авиации

В состав авиапарка Latavio изначально вошли все воздушные суда, числившиеся за Рижским ОАО, включая реактивные самолёты Ту-134 и Ту-154, турбовинтовые Ан-24 и Ан-26, а также Ан-2 и вертолёты Ми-2. Пассажирские рейсы выполнялись на Ту-134, Ту-154 и Ан-24, грузовые перевозки — на Ан-26. Ан-2 и Ми-2 практически не использовались, большая их часть была в 1992—1993 годах продана или передана в ВВС. Несколько самолётов Ту-134 и Ту-154 были перекрашены в новую ливрею компании, остальные остались в цветовой схеме Аэрофлота образца 1973 года с нанесённым на место флага СССР флагом Латвии и маркировкой «Latavio Latvian Airlines» поверх надписей и логотипов Аэрофлота. В 1991—1992 годах воздушные суда получили латвийскую регистрацию вместо советской.
В 1992 году у Беларуси был арендован самолёт Як-40 (СССР-88187) с салоном VIP-комплектации для перевозки государственных деятелей. Самолёт был перекрашен в новую ливрею авиакомпании, на фюзеляж были нанесены надписи «Latvija» и «Latvian Airlines», но бортовой номер остался прежним. В 1993 году возвращён обратно.
| Тип самолёта | Начало эксплуатации | Конец эксплуатации |
| ------------ | ------------------- | ------------------ |
| Ан-2         | 1991                | 1993               |
| Ан-24        | 1991                | 1995               |
| Ан-26        | 1991                | 1995               |
| Ми-2         | 1991                | 1995               |
| Ту-134       | 1991                | 1995               |
| Ту-154       | 1991                | 1995               |
| Як-40        | 1992                | 1993               |

Один из Ан-24Б компании Latavio (бортовой номер YL-LCD, ранее СССР-46400) ныне хранится в Рижском музее авиации.
В 1995 году бывший борт Latavio Ан-26Б YL-LDB и его экипаж, которому руководство компании поручило перегнать самолёт новому владельцу, оказались вовлечены в международный инцидент с незаконной доставкой оружия в Индию.
После прекращения деятельности Latavio Ту-154Б-2 YL-LAB (бывший СССР-85515) использовался для чартерных рейсов авиакомпанией Latpass. Другой Ту-154Б-2 с регистрацией YL-LAD, в 1996 году проданный в Россию, во время службы в авиакомпании Сибирь потерпел катастрофу в результате теракта.

## Направления
За свою историю компания осуществляла рейсы в общей сложности в 13 городов Европы и бывшего СССР.